# Голо (Сулу)
Голо (філіпп. Bayan ng Holo) — місто, розташоване на північно-західній стороні острова Холо на Філіппінах, столиця провінції Сулу. Чисельність населення - 125 564 жителів. Велика частина населення - мусульмани, 90%. Християни - 10%. Частина жителів - китайці, головним чином - переселенці з Сінгапуру.

## Клімат
Місто знаходиться у зоні, котра характеризується вологим тропічним кліматом. Найтепліший місяць — червень із середньою температурою 27.2 °C (81 °F). Найхолодніший місяць — січень, із середньою температурою 26.1 °С (79 °F).
| Клімат Голо             | Клімат Голо | Клімат Голо | Клімат Голо | Клімат Голо | Клімат Голо | Клімат Голо | Клімат Голо | Клімат Голо | Клімат Голо | Клімат Голо | Клімат Голо | Клімат Голо | Клімат Голо |
| Показник                | Січ.        | Лют.        | Бер.        | Квіт.       | Трав.       | Черв.       | Лип.        | Серп.       | Вер.        | Жовт.       | Лист.       | Груд.       | Рік         |
| Абсолютний максимум, °C | 33          | 32          | 35          | 33          | 35          | 35          | 35          | 34          | 35          | 33          | 33          | 33          | 35          |
| Середній максимум, °C   | 30          | 30          | 30          | 31          | 31          | 31          | 31          | 31          | 31          | 31          | 30          | 30          | 31          |
| Середня температура, °C | 26          | 26          | 26          | 26          | 26          | 26          | 26          | 26          | 26          | 26          | 26          | 26          | 26          |
| Середній мінімум, °C    | 22          | 22          | 22          | 22          | 22          | 22          | 22          | 22          | 22          | 22          | 22          | 22          | 22          |
| Абсолютний мінімум, °C  | 17          | 18          | 18          | 18          | 19          | 18          | 18          | 20          | 20          | 20          | 19          | 17          | 17          |
| Норма опадів, мм        | 120         | 100         | 100         | 130         | 190         | 210         | 160         | 170         | 180         | 220         | 200         | 170         | 1980        |
| Днів з дощем            | 9           | 8           | 6           | 8           | 9           | 10          | 8           | 8           | 9           | 11          | 10          | 11          | 113         |
| Вологість повітря, %    | 87          | 87          | 87          | 87          | 87          | 87          | 86          | 85          | 86          | 88          | 88          | 88          | 87          |
| ----------------------- | ----------- | ----------- | ----------- | ----------- | ----------- | ----------- | ----------- | ----------- | ----------- | ----------- | ----------- | ----------- | ----------- |
| Джерело: Weatherbase    |             |             |             |             |             |             |             |             |             |             |             |             |             |